# Alf Mahlo

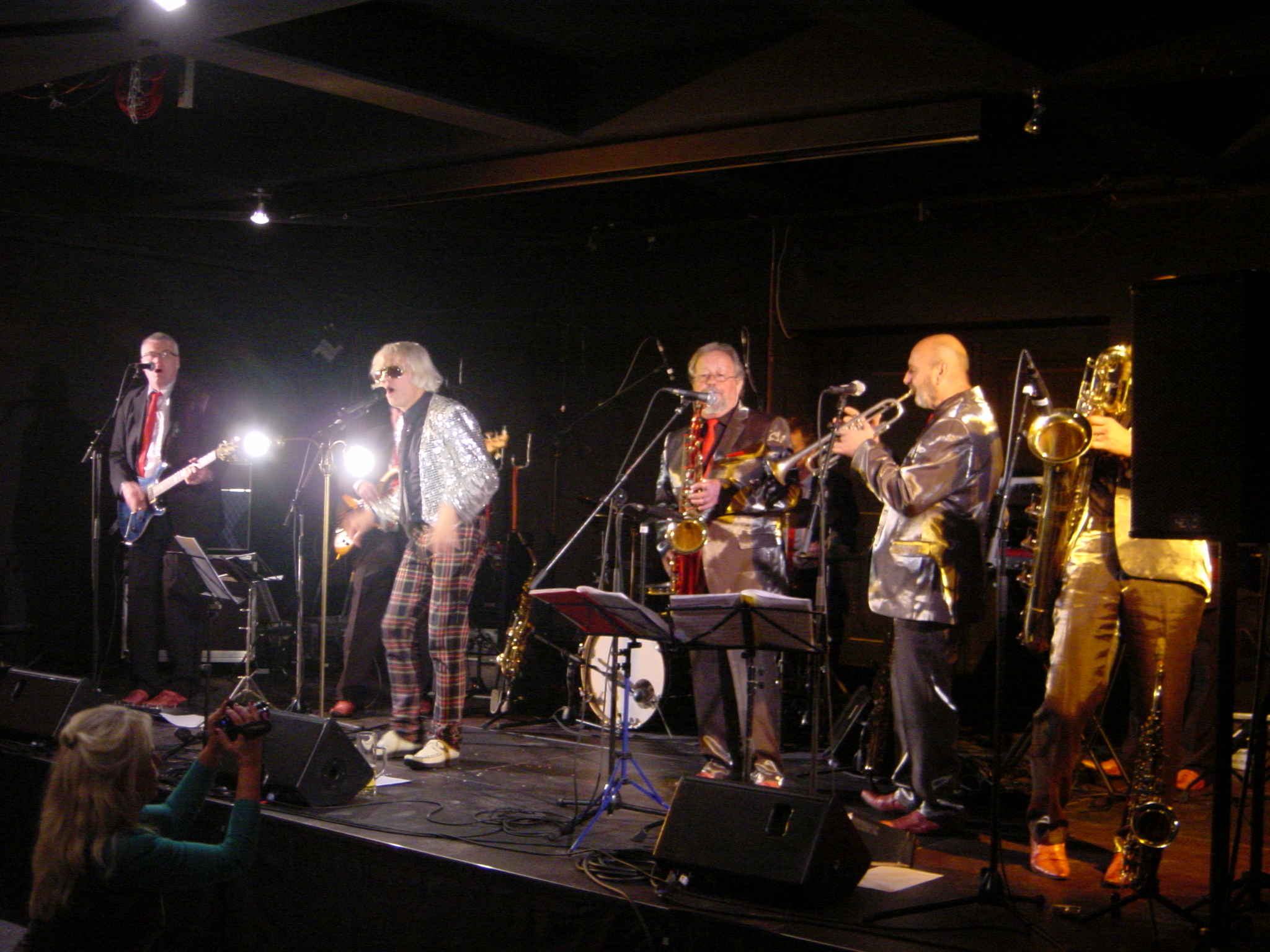
Alf Mahlo mit der Gruppe Jackpot in Pirna, Kleinkunstbühne

Alf Mahlo (* 19. September 1960 in Kropstädt) ist ein deutscher Entertainer, Schauspieler und Produzent.

## Leben
Nach dem Abitur und einer Ausbildung zum Elektriker absolvierte Alf Mahlo ein Studium der Informationstechnik, das er als Diplomingenieur abschloss. Seine Bühnenkarriere begann er als Pantomime im Jahre 1982. Mahlo war Gründungsmitglied von Salto vitale, einer in Ost- und Westeuropa sowie in den USA international erfolgreichen Pantomimen-Gruppe. In diesem Ensemble verkörperte Mahlo die Rolle des traurigen Clowns bzw. Schwarzclowns. Im Jahre 1990 trennte er sich von Salto vitale und startete eine künstlerische Laufbahn als Solist, dessen darstellerisches Spektrum vom Komödianten über den Sänger und Musiker bis hin zum Entertainer reicht. 1992 trat er mit seinem ersten eigenen Bühnenprogramm auf. Seit 1993 arbeitet er mit dem Theaterautor und -regisseur Matthias Dix zusammen. Mahlo hat als Darsteller und auch als Produzent Stücke und Bühnenprogramme von Dix in Deutschland und in der Schweiz uraufgeführt und produziert. In den letzten Jahren tritt Mahlo in Deutschland und in der Schweiz auch als Produzent und Autor von poetischem Bildertheater, Bühnenprogrammen, Events und als TV-Moderator in Erscheinung.
Alf Mahlo lebt in Reichenberg bei Dresden.

## Stücke
- August der Schwache (mit Olaf Böhme u. a.)
- Der Duft der Frauen
- Der Menschenfreund
- Der Frauenversteher
- Das Schweigen der Männer
- Ritter Blaubart
- Der Therapeut
- Die Nacht der Nymphen, am Schloss Moritzburg (Sachsen)
- Cat Ballou
- Showproduktionen mit der Band The Firebirds
- Der ganz normale Wahnsinn
- Jägerstolz im Unterholz